# جون دادلي
جون دادلي، دوق نورثمبرلاند (الإنجليزية:John Dudley, 1st Duke of Northumberland؛ 1504 - 22 أغسطس 1553) كان جنرال وأدميرال وسياسي الإنجليزي، بحيث قاد حكومة في عهد في الشاب إدوارد السادس ملك إنجلترا بين عامي 1550-1553، وأيضا حاول أجبر الملك على تسمية كنته جين غراي التي يرجع نسبها إلى ماري تيودور ابنة هنري السابع، ملكة على إنجلترا، بعد أن زوجها من ابنه غيلدفورد دادلي قبل وفاة الملك بستة أسابيع، وأيضا أراد يبقى وفاة الملك سرياً لتثبيت كنته على العرش، ومع ذلك كشف عن المخطط من قبل شقيقة الملك الكبرى ماري، وتم زج ابنه وزوجته الملكة في سجن برج لندن، وأيضا سقى هو أخر إلى برج لندن، وحكم بتهمة الخيانة العظمى، واعدم لاحقاً؛ قيل عنه توسل للملكة بالغفران، وأيضا قيل عنه تخلى عنه إيمانه البروتستانتي ورجع إلى الكاثوليكي،  لاحقاً وتحديداً في 12 فبراير 1554 سيتم اعدم الزوجين بـ قطع الرأس بعد تمرد توماس وايت.